# Общий фонд банковского управления
О́бщие фонды ба́нковского управле́ния (сокр. ОФБУ) — имущественный комплекс, состоящий из имущества, передаваемого в доверительное управление разными лицами и объединяемого на правах общей собственности, а также приобретаемого доверительным управляющим при осуществлении доверительного управления. Имуществом ОФБУ управляет банк. Лицензию банку выдаёт Центральный банк России.
С 1 января 2013 года Центральный банк перестал регистрировать новые ОФБУ.
По форме работы ОФБУ близки к паевым инвестиционным фондам (ПИФам), при этом обладают рядом отличий. Главное из них — возможность вести более агрессивную финансовую стратегию и, как следствие, получать более высокую прибыль. ОФБУ вкладывают средства в то, что не запрещено, в то время, как ПИФы инвестируют в то, что разрешено. У ОФБУ есть одно ограничение: в ценные бумаги одного эмитента не должно быть инвестировано более 15 % активов.
Суть инвестирования в ОФБУ сводится к тому, что инвестор, вкладывая свои средства в ОФБУ, получает так называемый сертификат долевого участия, который даёт ему право на долю имущества в фонде. Этот сертификат не является ценной бумагой и не может быть продан на рынке, не может быть залогом при выдаче кредита, однако его можно завещать или просто переоформить на другое лицо. Такое переоформление осуществляется на основании заявления, подаваемого владельцем сертификата, в соответствующий банк.
ОФБУ могут быть привлекательны для разных групп инвесторов: от консервативных — до самых рисковых. Особенно ОФБУ представляют интерес для тех, кто хочет инвестировать в зарубежные ценные бумаги, драгоценные металлы или производные инструменты.
В ОФБУ функции управления, учёта и хранения имущества фонда выполняет банк, что увеличивает инфраструктурные риски инвесторов, но обеспечивает экономию на вознаграждениях и комиссионных.

## Структура
Общие фонды банковского управления относятся к услугам доверительного управления, оказываемым банком наряду с другими услугами. При этом имущество ОФБУ обособлено от имущества кредитной организации. Для хранения средств и осуществления расчётов для ОФБУ открывается отдельный корреспондентский счёт в Банке России, а для осуществления валютных операций — счёт в уполномоченной Банком России кредитной организации.
Вкладчиками ОФБУ могут быть как резиденты, так и нерезиденты.
Регулирующую и контролирующую функцию в отношении ОФБУ осуществляет Банк России, в соответствии с гражданским законодательством и нормативными правовыми актами Российской Федерации.
ОФБУ, создаваемый на базе кредитной организации, имеет возможность использовать все преимущества инфраструктуры банка (собственный депозитарий, филиальная сеть, общий банковский аудит и внутренний контроль), тем самым снижая издержки на администрирование и управление.
С точки зрения инфраструктурных издержек, ОФБУ имеет большую манёвренность и основания для их дальнейшего снижения в целях повышения эффективности доверительного управления при общем повышении объёма доверенных средств.
Стоит особо остановиться на процедуре создания нового ОФБУ, которая подразумевает выполнение ряда довольно серьёзных требований для кредитной организации:
1. С момента государственной регистрации прошло не менее года.
2. Размер собственного капитала не менее 100 млн рублей.
3. За шесть последних отчётных дат категория финансового состояния должна иметь показатель не ниже «финансово стабильный банк».

## Объекты инвестирования
Отличительной особенностью ОФБУ являются широкие инвестиционные возможности.
Объектами доверительного управления в ОФБУ могут быть:
- денежные средства;
- иностранная валюта;
- ценные бумаги ;
- природные драгоценные камни;
- драгоценные металлы;
- производные финансовые инструменты.

Таким образом, возможности инвестирования у ОФБУ больше, чем у, например, ПИФов.
Инвестиционная декларация должна содержать информацию о предельном стоимостном объёме имущества в ОФБУ, о доле каждого вида имущества, о доле каждого вида ценных бумаг (акций, облигаций, векселей и т. д.), входящих в портфель инвестиций ОФБУ; доле средств, размещаемых в валютные ценности; об отраслевой диверсификации вложений (по видам отраслей — эмитентов ценных бумаг).
Хоть инвестиционная декларация и принимается банком, как правило, она носит очень вольный характер. Например, акции 0—100 %, облигации 0—100 %, производные финансовые инструменты 0—100 %, валютные ценности 0—100 % и т. д.
Единственное ограничение, которое накладывается на деятельность ОФБУ, — фонд не может вкладывать более 15 % своих активов в ценные бумаги одного эмитента. Но это ограничение не распространяется на государственные ценные бумаги.
Следует отметить, что инвестированные средства вкладчиков ОФБУ поступают на специально открытый для ОФБУ счёт в Банке России, а в случае, если ОФБУ инвестирует средства на иностранных рынках, то средства поступают на валютный счёт уполномоченного Банка. Таким образом, даже в случае проблем у кредитной организации (отзыв лицензии, банкротство), передаваемое в Фонд имущество надёжно защищено и не входит в конкурсную массу.
При вложении своих средств в ОФБУ инвестор получает сертификат долевого участия, который не является ценной бумагой со всеми вытекающими отсюда последствиями — этот сертификат не может быть объектом купли-продажи, не может быть залогом при выдаче кредитов, не может обращаться на бирже. Однако возможно переоформление сертификата на другое лицо.

## Статистика рынка ОФБУ
Статистику по общим фондам банковского управления можно найти на сайте Investfunds, на котором имеются как данные по конкретному фонду, так и рейтинги по состоянию на различные даты.
Согласно данным сайта Investfunds, на 1 января 2010 года было зарегистрировано 293 ОФБУ. Их совокупная Стоимость чистых активов составила 9 301 342 961.11 рублей.
По данным ЦБ РФ по состоянию на 31.10.2011 г. в России 266 действующих ОФБУ (у 112 банков).